# Tanti
Tanti ist ein Dorf im Departamento Punilla in der argentinischen Provinz Córdoba. Es im Südosten des Tales von Punilla auf 865 m Seehöhe, rund 50 km von der Millionenstadt Córdoba entfernt.

## Geschichte
Vor der Ankunft der spanischen Konquistadoren im Jahr 1573 war das Gebiet von Tanti vom Volk der Comechingones bewohnt, die bereits Ackerbau betrieben.

Während des 16. und 17. Jahrhunderts war es unter dem Namen Merced de Quisquizacate eine Estancia, die Maultiere für die peruanischen Silberbergbau züchtete.

Als Gründungsdatum des Dorfes gilt die Weihung der Kapelle Nuestra Señora del Rosario (Unsere Herrin vom Rosenkranz) am 23. März 1848, die 1966 zur Pfarrkirche erhoben wurde.
Der Wasserfall "Los Chorrillos"

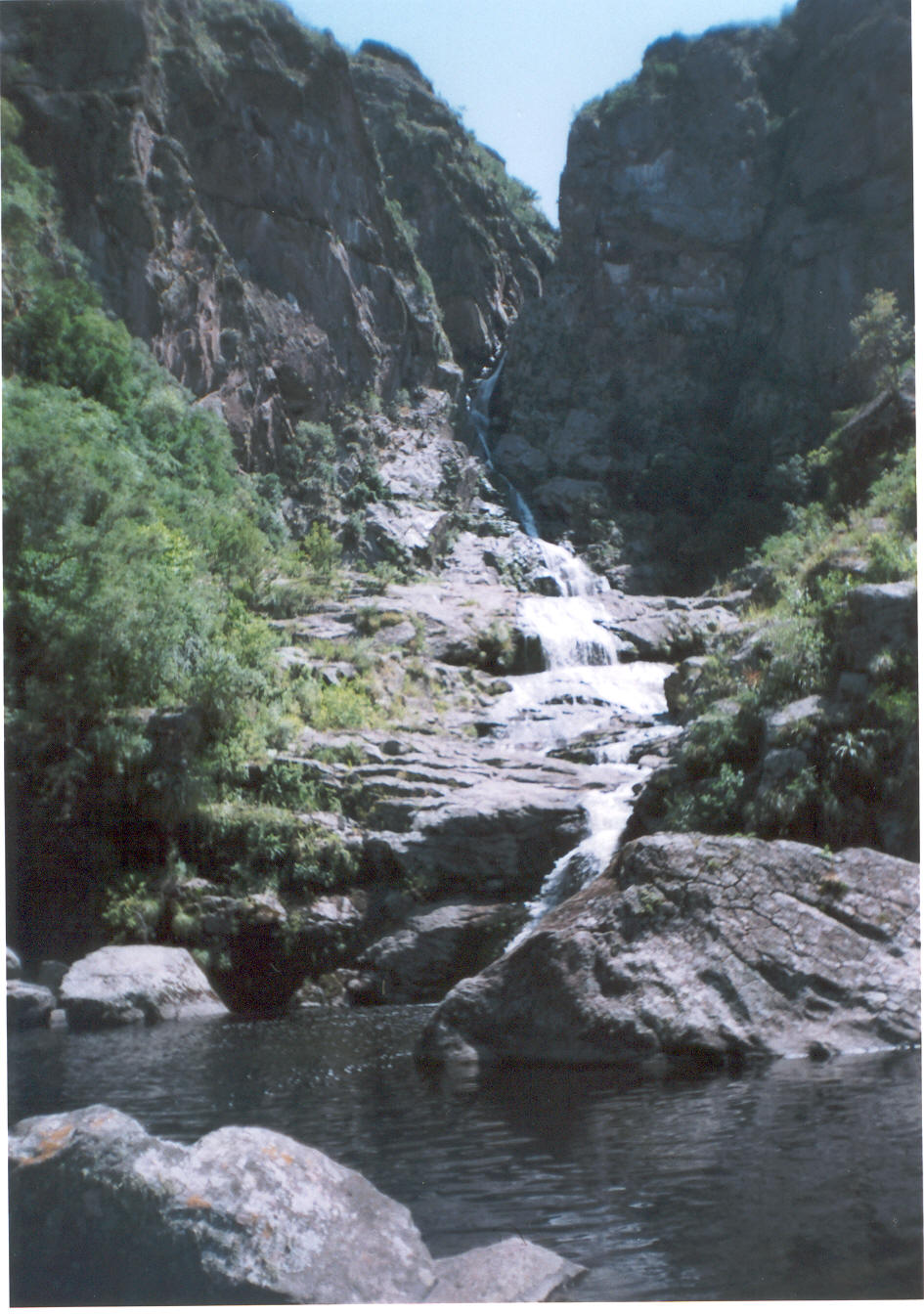
Los Chorrillos, ein 110 m hoher Wasserfall nahe Tanti
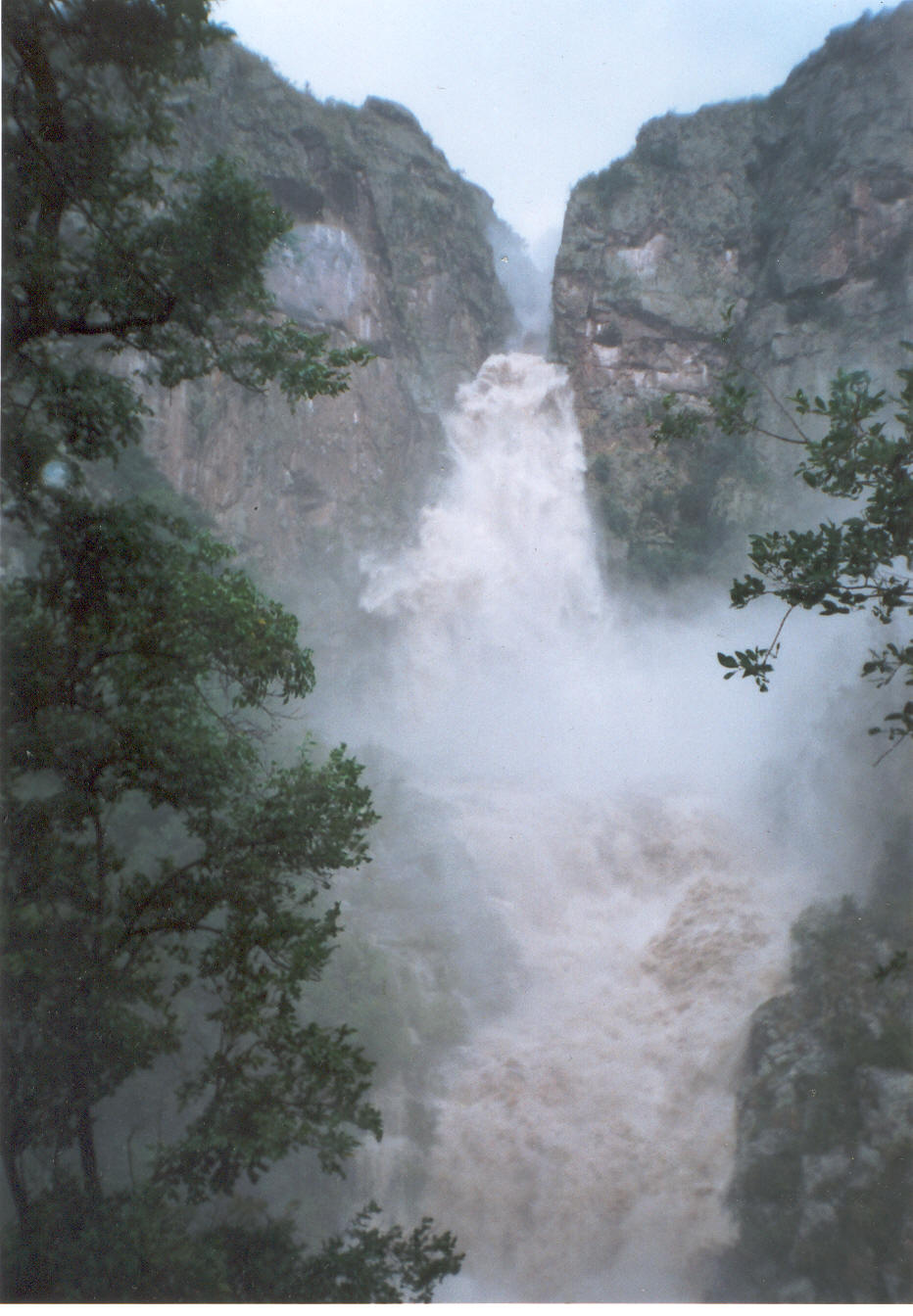
Los Chorrillos mit starkem Wasserfluss